# شیمانووتسی
شیمانووتسی (به صربی: Šimanovci) یک منطقهٔ مسکونی در صربستان است که در Pećinci municipality واقع شده‌است. شیمانووتسی ۳٬۳۵۸ نفر جمعیت دارد.